# Gobititan shenzhouensis
Gobititan shenzhouensis  es la única especie conocida del género extinto Gobititan (gr. "titán del Desierto de Gobi") es un género de dinosaurio saurópodo titanosauriano, que vivió a mediados del período Cretácico, hace aproximadamente entre 129 y 125 millones de años, en el Aptiense, en lo que hoy es Asia.

## Descripción
Gobititan se puede distinguir de otros titanosauriformes en función de las características de las vértebras caudales. En comparación con los titanosaurianos avanzados, donde el número de vértebras caudales se había reducido a menos de 35, Gobititan tenía un número relativamente alto de vértebras caudales, lo que se interpretaba como un rasgo basal. Gregory S. Paul estimó que Gobititan tenía 20 metros de largo y pesaba 20 toneladas.

## Descubrimiento e investigación
El nombre de este género, se deriva de la región del desierto de Gobi y los titanes de la mitología griega, que es una referencia a su gran tamaño corporal. El nombre específico G.  shenzhouensis, se deriva de "Shenzhou", un nombre antiguo para China.
El género se basa en un esqueleto parcial, holotipo IVPP 12579, que consiste en una serie de 41 vértebras caudales y una extremidad posterior izquierda incompleta. Sus restos fueron recuperados en el verano de 1999 en la "Unidad de Gris Medio" del Grupo Xinminbao en la Cuenca de Gongpoquan en Gansu, China. La especie tipo, Gobititan shenzhouensis fue nombrada y descrita por You, Tang y Luo en 2003 y se clasificó como un titanosauriano basal. Este espécimen se encuentra en la colección del Instituto de Paleontología y Paleoantropología de Vertebrados, en Beijing, China.

## Clasificación
En su descripción original, Gobititan se consideraba un titanosauriano basal estrechamente relacionado con Tangvayosaurus, lo que sugiere que los titanosaurianos podrían haberse originado en Asia a más tardar en el Cretácico temprano. Sin embargo, basándose en el hecho de que el quinto dígito todavía está presente en el pie, un rasgo desconocido en todos los demás titanosaurianos, las investigaciones más recientes generalmente lo han considerado como un titanosauriforme, más específicamente un miembro de la Somphospondyli. Sin embargo, algunos análisis aún recuperan Gobititan como un titanosauriano.